# Stolbovoi
Stolbovoi (en rus: Столбовой) és un poble (un possiólok) de l'óblast d'Astracan, a Rússia, segons el cens del 2010 tenia 128 habitants.